# 1296 Андре
1296 Андре́ (1933 WE, 1925 TA, 1929 TH, 1931 HF, 1296 Andrée) — астероїд головного поясу, відкритий 25 листопада 1933 року.
Тіссеранів параметр щодо Юпітера — 3,499.